# Asystel Volley Novare
Maillots
L'Asystel Volley est un ancien club italien de volley-ball féminin basé à Novare qui a fonctionné de 2003 à 2012.

## Historique
Le club Asystel Volley a été fondé en 2003, a acquis les droits de l'AGIL Volley pour évoluer dès sa première saison d'existence en Serie A1. Il fusionne en 2012 avec le club de GSO Villa Cortese et prend le nom Asystel MC Carnaghi.

## Palmarès
- Championnat d'Italie 
  - Finaliste : 2004, 2009.
- Coppa Italia (1)
  - Vainqueur : 2004.
  - Finaliste : 2009.
- Supercoupe d'Italie (2)
  - Vainqueur : 2003, 2005
  - Finaliste : 2006, 2009.
- Ligue des champions
  - Finaliste : 2005.
- Top Teams Cup (1)
  - Vainqueur : 2006.
- Coupe de la CEV (1)
  - Vainqueur : 2009.

## Effectifs

### Saison 2011-2012
Entraîneur : Giovanni Caprara  Italie
| No  | Nom                 | Date de Naissance | Taille | Poids | Nationalité | Poste                     |
| --- | ------------------- | ----------------- | ------ | ----- | ----------- | ------------------------- |
| 1.  | Laura Frigo         | 26 octobre 1990   | 185    | 68    | Italie      | Centrale                  |
| 2.  | Natalia Viganò      | 24 novembre 1979  | 178    | 65    | Italie      | Réceptionneuse-attaquante |
| 3.  | Marta Bechis        | 4 septembre 1989  | 181    | 59    | Italie      | Passeuse                  |
| 4.  | María Nomikoú       | 30 mars 1993      | 190    | 80    | Grèce       | Attaquante                |
| 7.  | Cristina Barcellini | 20 novembre 1986  | 183    | 78    | Italie      | Réceptionneuse-attaquante |
| 8.  | Sanja Malagurski    | 8 juin 1990       | 193    | 75    | Serbie      | Attaquante                |
| 9.  | Stefana Veljković   | 9 janvier 1990    | 191    | 76    | Serbie      | Centrale                  |
| 10. | Carolina Zardo      | 16 novembre 1992  | 170    |       | Italie      | Libero                    |
| 11. | Stefania Sansonna   | 1er novembre 1982 | 175    |       | Italie      | Libero                    |
| 12. | Letizia Camera      | 1er octobre 1992  | 175    |       | Italie      | Passeuse                  |
| 13. | Katarina Barun      | 1er décembre 1983 | 194    | 75    | Croatie     | Attaquante                |
| 17. | Raphaela Folie      | 7 mars 1991       | 187    |       | Italie      | Centrale                  |
| 18. | Dóra Horváth        | 4 mars 1988       | 186    | 75    | Hongrie     | Réceptionneuse-attaquante |

## Joueuses majeures
- Paola Cardullo  Italie (libero, 1,62 m)
- Virginie De Carne  Belgique (réceptionneuse-attaquante, 1,90 m)
- Malgorzata Glinka  Pologne (réceptionneuse-attaquante, 1,92 m)
- Anna Vania Mello  Italie (centrale, 1,90 m)
- Cristina Pirv  Roumanie